# Jan M. Meier
Jan M. Meier (Gent, 1951), pseudoniem van Jean-Marie Maes, is een Vlaams auteur en criticus.

## Loopbaan
Jean-Marie Maes schrijft vanaf 2002 onder het pseudoniem Jan M. Meier. Jan M. Meier publiceerde toen voor het eerst in het tijdschrift Deus ex Machina (nummer 103). Hij werd redacteur van het tijdschrift vanaf nummer 110 (2004) tot eind 2016. Meier is nagenoeg uitsluitend actief als dichter.
Voorheen publiceerde Jean-Marie Maes een dichtbundel Figuratie (1972), bekroond met de debutantenprijs voor poëzie van de provincie Oost-Vlaanderen in 1973. In 1974 publiceerde hij een monografie over Ivo Michiels in de reeks Ontmoetingen (Orion-Desclee de Brouwer). In 1978 verscheen hiervan een uitgebreide editie in de reeks Grote Ontmoetingen. De bundel Dooikoorts (1992) is ongepubliceerd gebleven; een aantal gedichten verschenen in tijdschriften, onder andere Poëziekrant (tijdschrift, nr. 16, 1992). 
Hij was medeoprichter en enige tijd redacteur van het tijdschrift Restant (1970-79) en redacteur van Yang (1982-86) en Deus Ex Machina (2004-2016). Hij publiceerde creatieve, literair-kritische en literair-wetenschappelijke bijdragen in diverse andere tijdschriften, waaronder Nieuw Vlaams Tijdschrift, De Vlaamse Gids, Poëziekrant en Ons Erfdeel en werkte mee aan diverse boekpublicaties. Sinds 2017 verschenen een aantal nieuwe dichtbundels, waaronder de dubbelbundel Verstrengelingen (2024, 144 p.) bestaande uit Taalslag en Verstrengeling.

## Poëzie
- Figuratie, Orion-Desclee de Brouwer, 1972
- Dooikoorts, 1992, ongepubliceerd
- Engelenspoor, Uitgeverij P, 2017
- Tekenen, Uitgeverij P, 2018, met  tekeningen van Wouter De Winter
- Grote Gevoelens, Uitgeverij P, 2020, met schilderijen van Evelien Sergeant, tweede druk 2022
- Schetsboek, Uitgeverij P, 2022, met  tekeningen van Wouter De Winter
- Verstrengelingen, Uitgeverij P, 2024, met schilderijen van Evelien Sergeant

## Andere publicaties
- Ivo Michiels, Orion-Desclee de Brouwer, 1974, 1978 (2de uitgebreide editie)
- Ivo Michiels: Een letterwerker aan het woord, (red. samen met Luk De Vos, Jaki Louage), Heideland-Orbis, 1980
- Hedwig Speliers, VWS-cahiers, 1997
- Hedwig Speliers, Ongehoord, Een keuze uit de gedichten 1957-1997, Meulenhoff / Manteau, 1997 (samensteller)